# Scott Melville
Scott Melville (Fort Ord, 4 agosto 1966) è un ex tennista statunitense.

## Carriera
In carriera ha vinto 9 titoli di doppio. Nei tornei del Grande Slam ha ottenuto il suo miglior risultato raggiungendo la finale di doppio a Wimbledon nel 1995, in coppia con il connazionale Rick Leach.

## Statistiche

### Doppio

#### Vittorie (9)
| Numero | Anno            | Torneo                                              | Superficie  | Compagno          | Avversari in finale          | Punteggio     |
| 1.     | 20 agosto 1990  | ATP Volvo International, New Haven                  | Cemento     | Jeff Brown        | Goran Ivanišević Petr Korda  | 2-6, 7-5, 6-0 |
| 2.     | 7 aprile 1991   | Verizon Tennis Challenge, Orlando                   | Cemento     | Luke Jensen       | Nicolás Pereira Pete Sampras | 6-7, 7-6, 6-3 |
| 3.     | 19 aprile 1992  | ATP Nizza, Nizza                                    | Terra rossa | Patrick Galbraith | Pieter Aldrich Danie Visser  | 6-1, 3-6, 6-4 |
| 4.     | 11 aprile 1993  | Torneo Godó, Barcellona                             | Terra rossa | Shelby Cannon     | Sergio Casal Emilio Sánchez  | 7-6, 6-1      |
| 5.     | 9 maggio 1994   | ATP German Open, Amburgo                            | Terra rossa | Piet Norval       | Henrik Holm Anders Järryd    | 6-3, 6–4      |
| 6.     | 25 luglio 1994  | Mercedes Cup, Stoccarda                             | Terra rossa | Piet Norval       | Jacco Eltingh Paul Haarhuis  | 7-6, 7-5      |
| 7.     | 21 agosto 1995  | ATP Volvo International, New Haven                  | Cemento     | Rick Leach        | Leander Paes Nicolás Pereira | 7–6, 6-4      |
| 8.     | 14 gennaio 1996 | Jakarta Open, Giacarta                              | Cemento     | Rick Leach        | Kent Kinnear Dave Randall    | 6-1, 2-6, 6-1 |
| 9.     | 24 maggio 1997  | Internationaler Raiffeisen Grand Prix, Sankt Pölten | Terra rossa | Kelly Jones       | Luke Jensen Murphy Jensen    | 6-2, 7-6      |

### Doppio

#### Finali perse (7)
| Numero | Anno            | Torneo                                                                   | Superficie  | Compagno      | Avversari in finale            | Punteggio     |
| 1.     | 19 agosto 1991  | ATP Volvo International, New Haven                                       | Cemento     | Jeff Brown    | Petr Korda Wally Masur         | 5-7, 3-6      |
| 2.     | 10 gennaio 1993 | Qatar Open ATP, Doha                                                     | Cemento     | Shelby Cannon | Boris Becker Patrik Kühnen     | 2-6, 4-6      |
| 3.     | 7 marzo 1993    | Newsweek Champions Cup and the Matrix Essentials Evert Cup, Indian Wells | Cemento     | Luke Jensen   | Guy Forget Henri Leconte       | 4-6, 5-7      |
| 4.     | 18 aprile 1993  | ATP Nizza, Nizza                                                         | Terra rossa | Shelby Cannon | David Macpherson Laurie Warder | 4-3 ritiro    |
| 5.     | 2 maggio 1993   | Madrid Tennis Grand Prix, Madrid                                         | Terra rossa | Luke Jensen   | Tomás Carbonell Carlos Costa   | 6-7, 2-6      |
| 6.     | 1995            | Wimbledon, Londra                                                        | Erba        | Rick Leach    | Todd Woodbridge Mark Woodforde | 5-7, 6-7, 6-7 |
| 7.     | 27 agosto 1995  | Waldbaum's Hamlet Cup, Long Island                                       | Cemento     | Rick Leach    | Cyril Suk Daniel Vacek         | 7-5, 6-7, 6-7 |